# مسائل التعبئة (هندسة)
مسائل التعبئة (بالإنجليزية: Packing Problems) هي مسألة من المسائل في الرياضيات والعلوم الهندسية تَهدف إلى ترتيب أشياء معينة (مثل صناديق، كرات، أو أشكال هندسية) داخل حاوية أو مساحة محددة بالطريقة الاكثر كفاءة. على سبيل المثال: كيف نضع أكبر عدد من الدوائر في مساحة مربعة دون تداخل؟ أو كيف نملأ صندوقًا بأكبر عدد ممكن من الصناديق الصغيرة؟

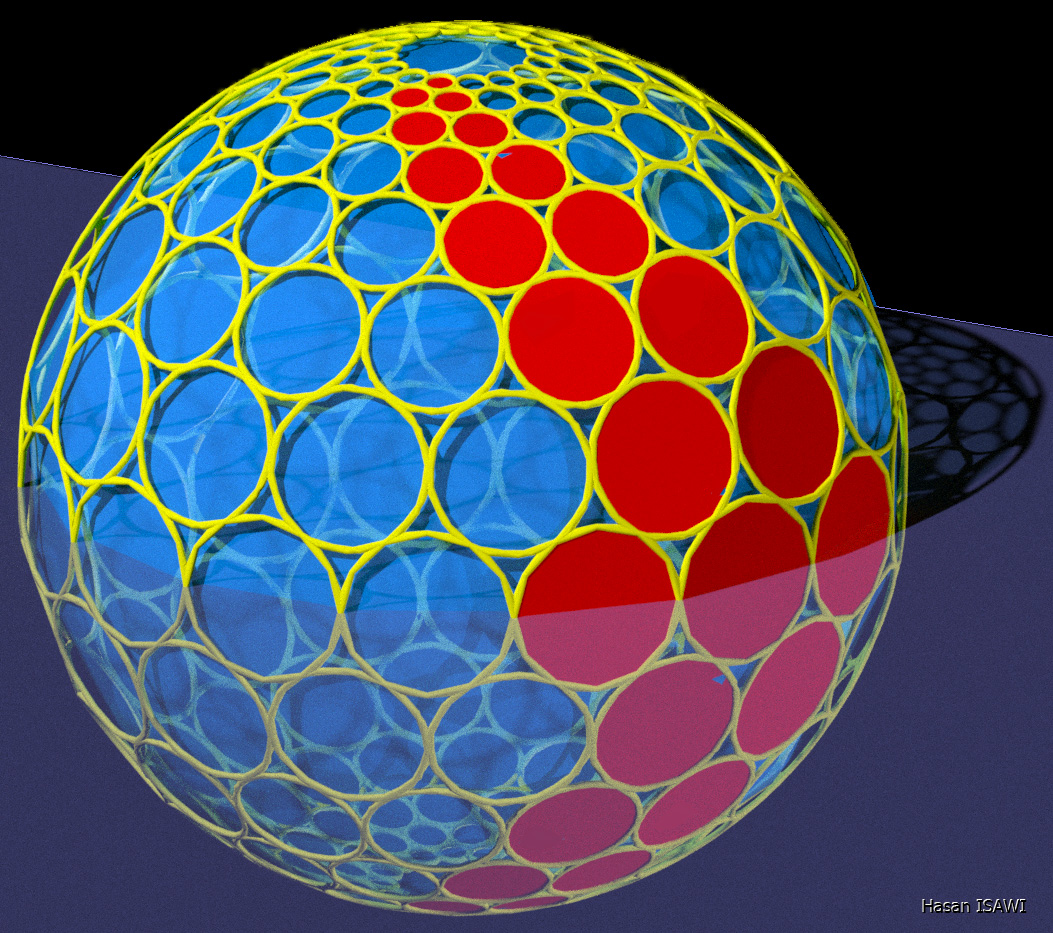
تعبئة سطح الكرة بسلسلة من الدوائر المختلفة والمتماسة لبعضها البعض

تُستخدم هذه المسائل في تطبيقات عملية مثل تقريب الاسطح المنحنية او تحسين شحن البضائع أو تصميم الدوائر الإلكترونية.

## معرض صور

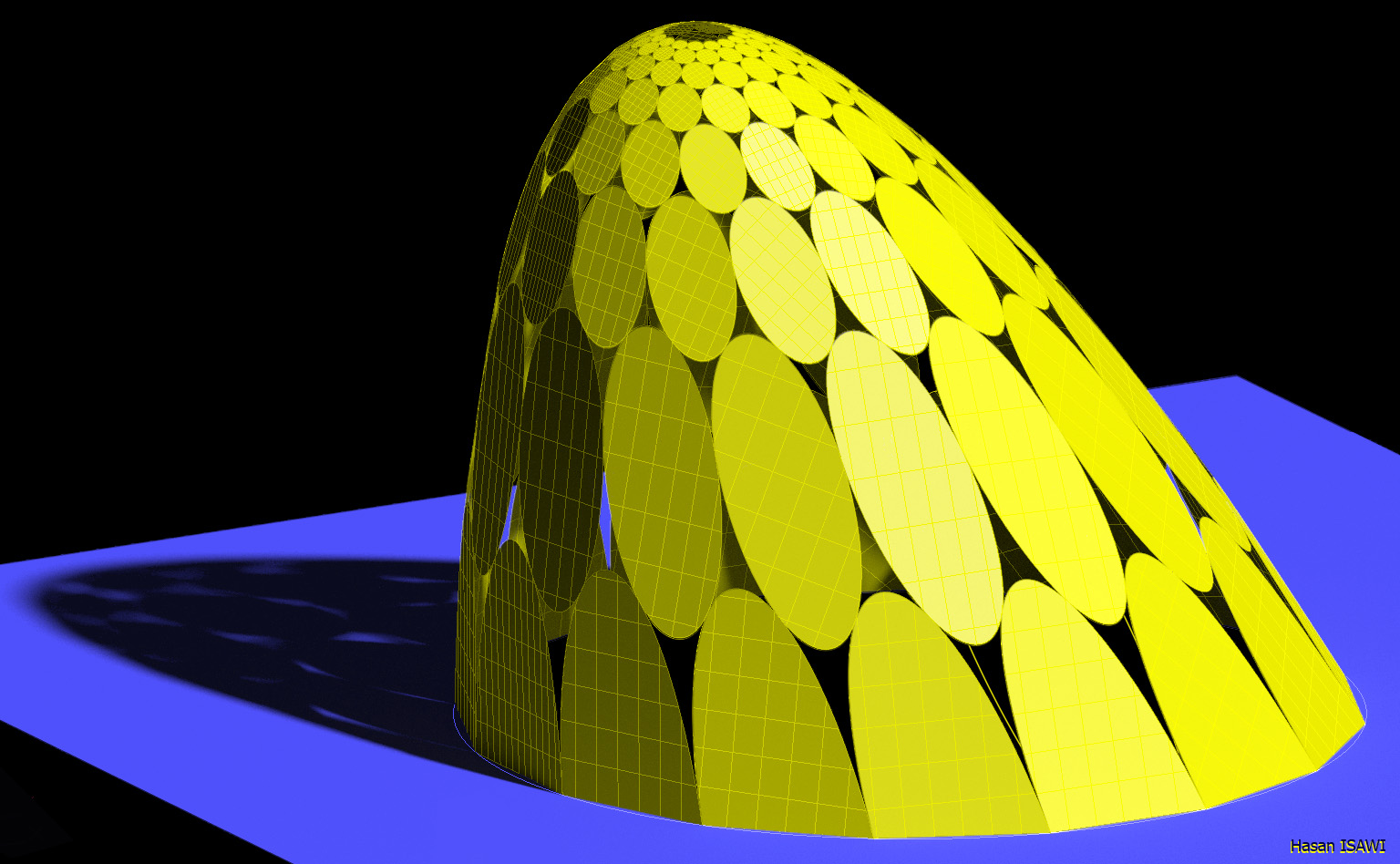
تعبئة سطح مكافئ عام بقطوع ناقصية متماسة
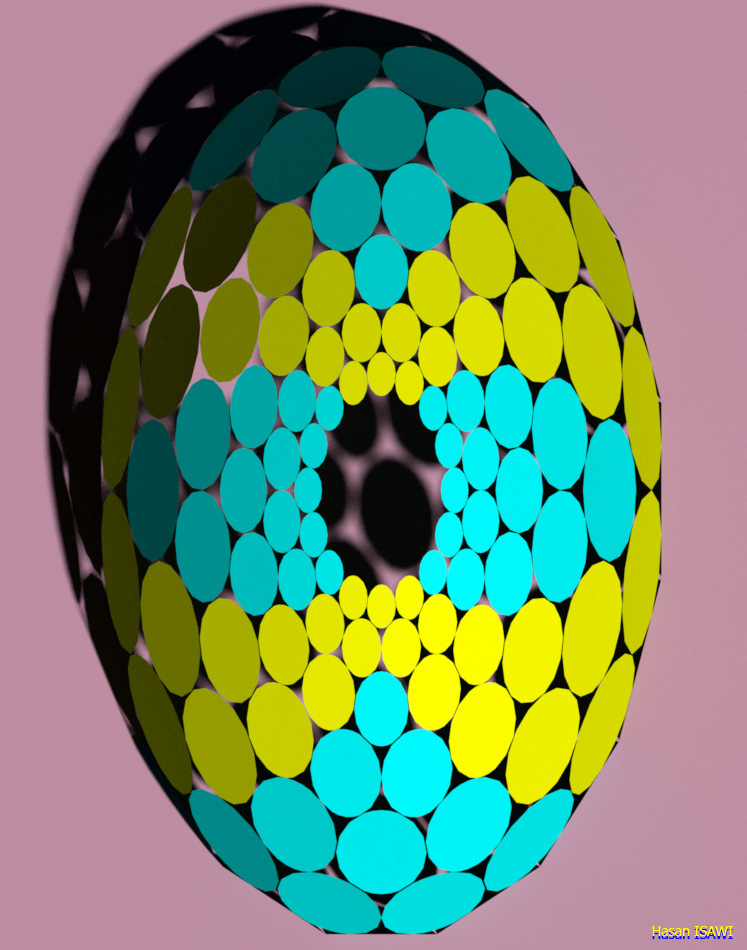
تعبئة سطح ناقصي مختلف المحاور بقطوع ناقصية متماسة لبعضها البعض
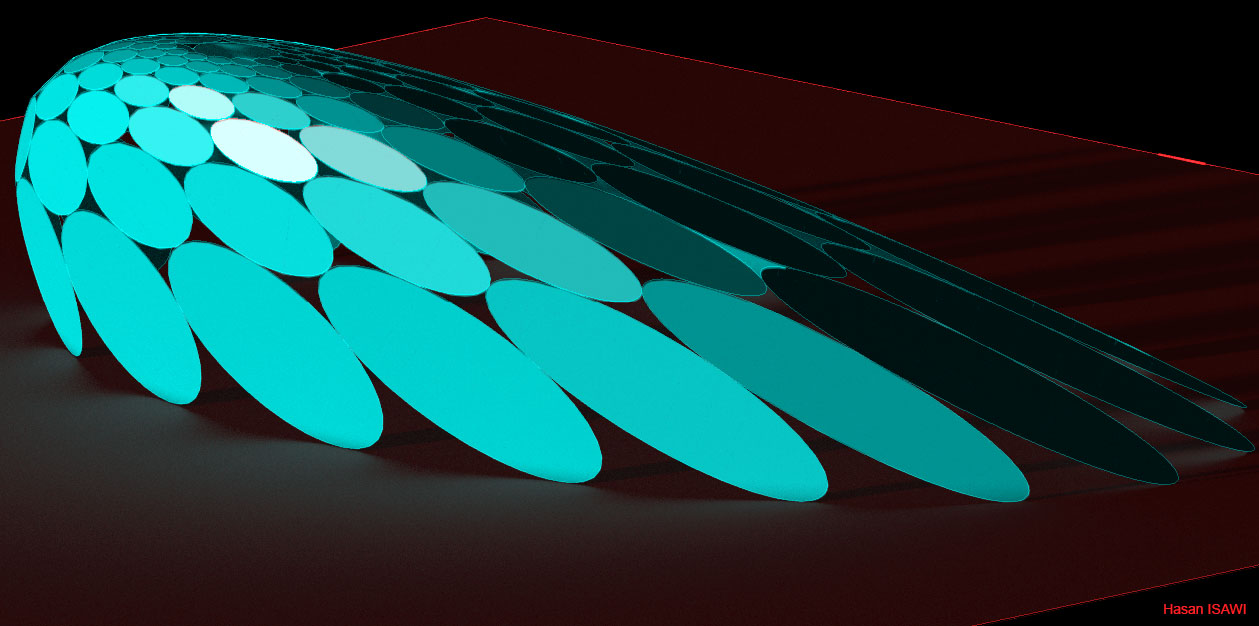
تعبئة سطح مكافئ ناقصي في وضع عام باستخدام قطوع ناقصية متماسة
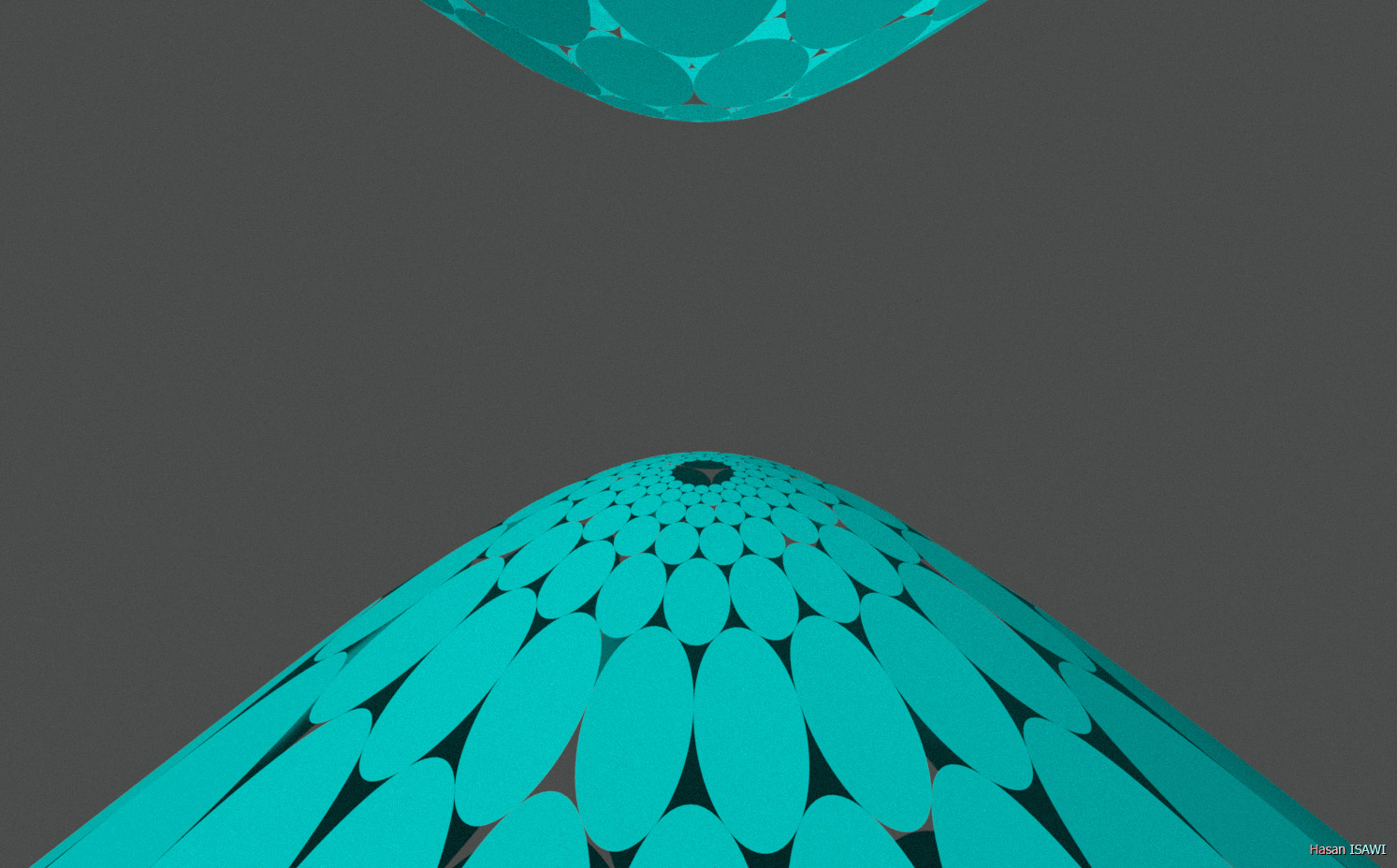
تعبئة سطح زائدي بمقاطع مخروطية متماسة
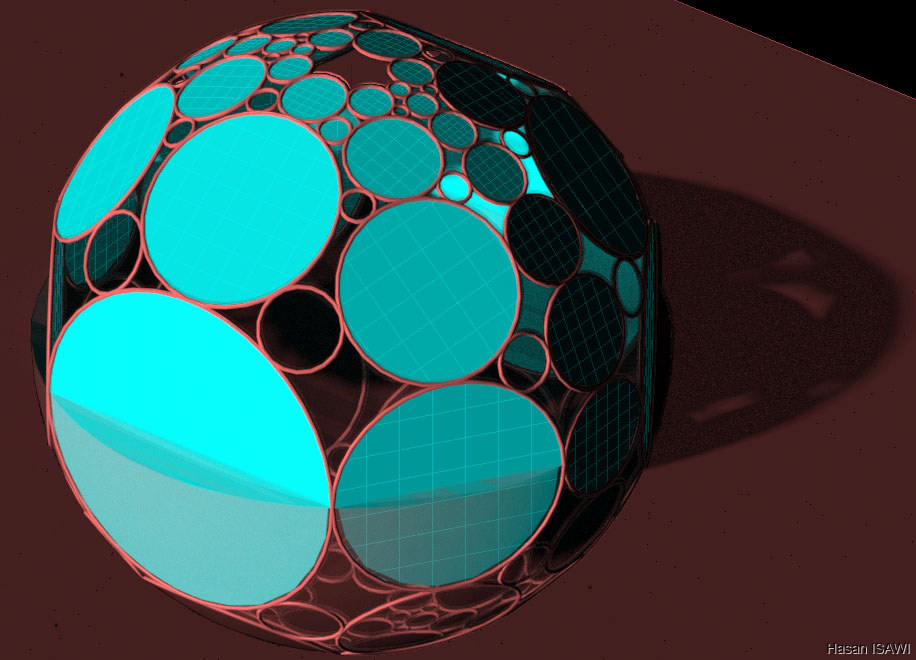
تعبئة سطح كروي بدوائر مختلفة وتناظر مركزي
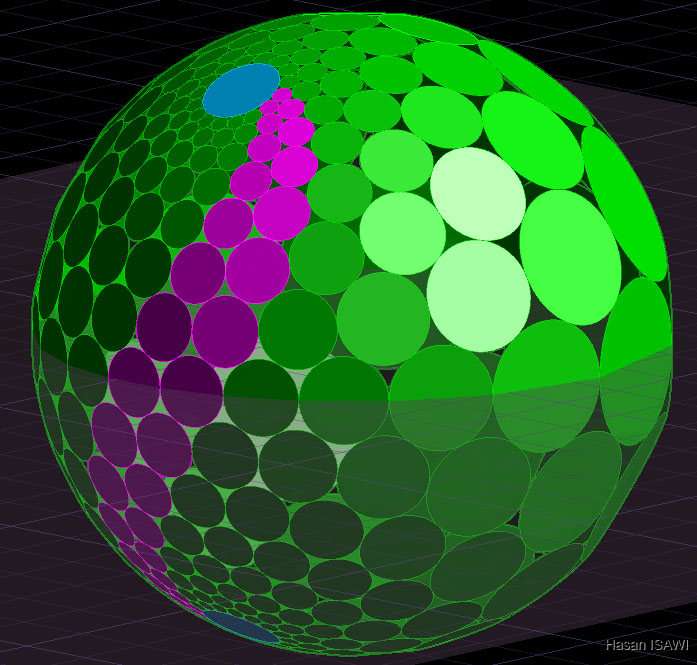
تعبئة كروية قطبية لامركزية بدوائر مماسية ذات تدرج إسقاطي منتظم
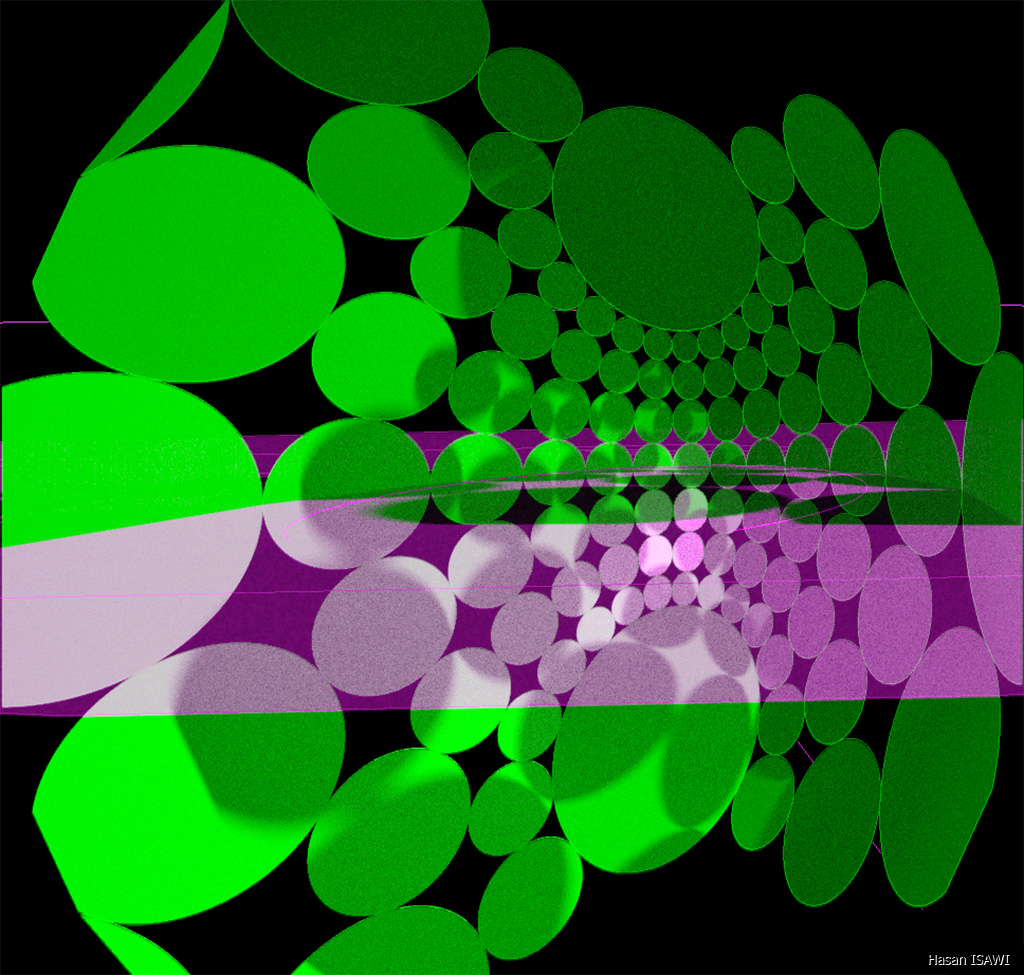
تعبئة سطح مكافئ عام بمخروطيات متماسة فيما بينها
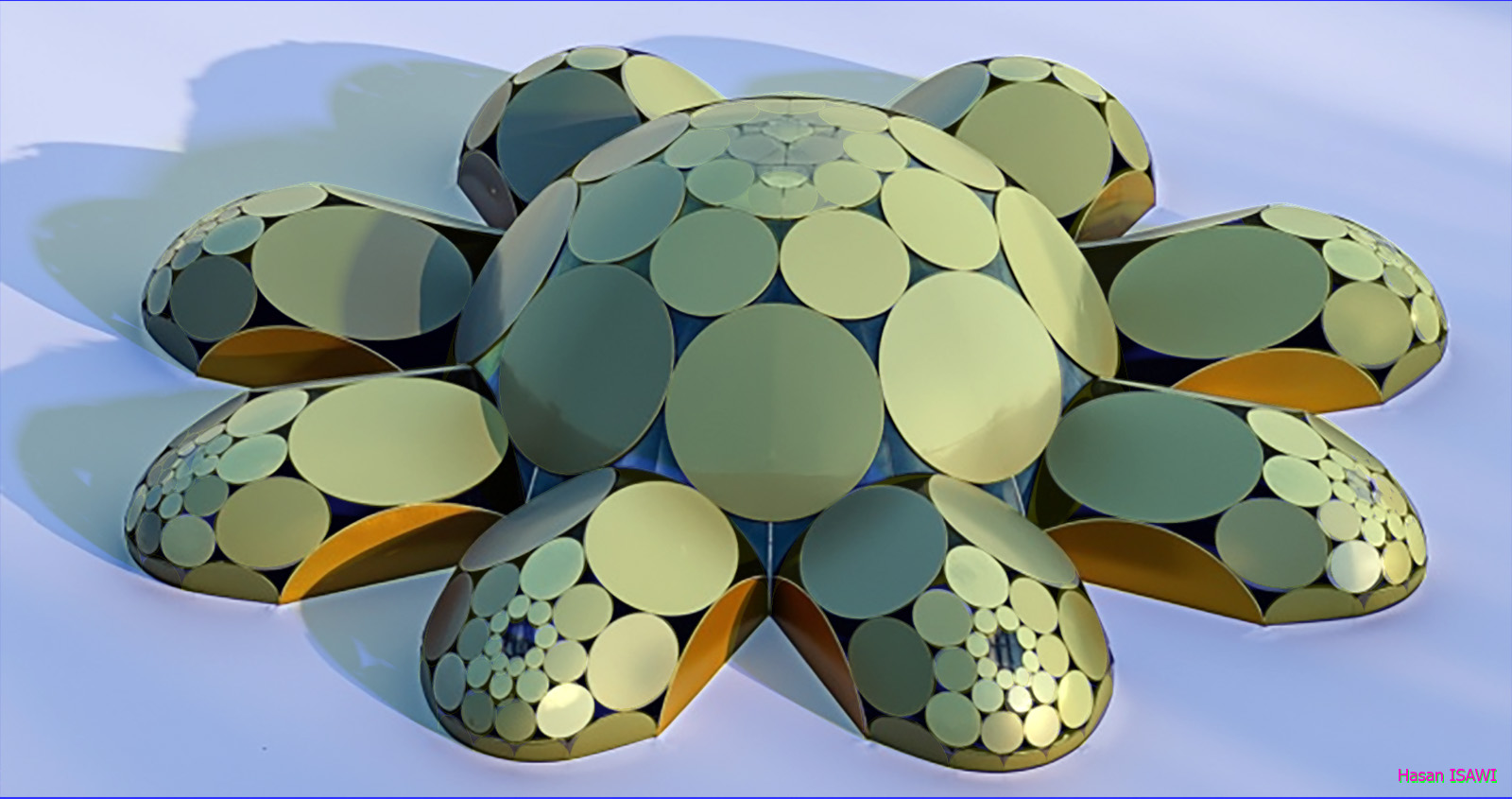
جميع القباب (الكروية المركزية والاهليحية) مبنية بتصميم "تراص" من الدوائر والأشكال الاهليجية

## انظر ايضا
- تعبئة الكرات